# Schnauterrier
El Schnauterrier es una raza canina oriunda del Reino Unido, siendo el originario de la raza, el perro alemán Schnauzer. El Schnauterrier es considerado como una raza de perro de compañía, protector, guía y perro de caza en el siglo XV y XX. 

## Historia
Los historiadores creen que el Schnauterrier se originó a partir del cruce de dos razas caninas diferentes. Se cree que el perro de raza son los creadores y fundadores de esta raza según dijo el keneel club united esas razas son los creadores de esta maravillosa y nueva raza
a mediados del siglo XV Y XX se usaban a los Shnauterrier para cazar conejos, zorros, liebres, etc.

## Tipos de Schnauterrier
Tipos de Schnauterrier 
Hay tres tipos de Schnauterrier como los fox terrier que son dos tipos como fox terrier pelo de alambre y fox terrier pelo liso en Schnauterrier son tres representaciones es Schnauterrier mechudo y Schnauterrier pelo corto y Schnauterrier pelo lacio 

## Personalidad
Los Schnauterrier son intrépidos, valientes, rápidos, cazador, feroces y útiles
Son buenos perro de compañía son muy útiles como perro guía, perros cazador etc…

## Descripción
Amigables y cariñosos, los schnauterrier se integran bien dentro de la vida familiar y se llevarán bien con los niños, y otros perros, siempre y cuando estén correctamente socializados y entrenados. Son protectores, energéticos, y alertan a los miembros de la familia de cualquier peligro potencial. El schnauterrier siempre está alerta, haciendo un excelente perro guardián, aunque su naturaleza vigilante puede llevarlo a ladrar persistentemente.9 Para evitar molestar a los vecinos y personas alrededor, los dueños del perro deberán hacer todos los esfuerzos para frenar sus ladridos excesivos a través de un buen entrenamiento.10 La raza presenta una inteligencia superior a la media debido a su naturaleza independiente y puede ser un reto para las personas inexpertas o desconocedoras de sus necesidades, por lo que se recomienda empezar el entrenamiento y la socialización del perro desde edad temprana, proporcionándole también abundante ejercicio diario.11
Los schnauterrier son conocidos por sus distintivas pelaje y cejas cortas y espesas. Por lo general, se les afeita la parte posterior, mientras que los pelos de las piernas se mantienen largos y algo rizados. Algunos schnauterrier necesitan que se les quite el pelo muerto de forma manual como los schnauzer  . Es tradicional que tengan las colas cortas y las orejas cortadas para dar una apariencia de alerta, sin embargo, en varios países esta práctica ha sido prohibida por considerarse sin utilidad zootécnica.
Las variedades miniatura y estándar se adaptan bien a la vida en un piso, a condición de que reciban una o dos caminatas diarias. La variedad gigante es demasiado grande e hiperactiva para vivir en un apartamento, por lo que se recomienda un espacio más grande. Respecto a las relaciones con otros perros, es importante una buena socialización cuando son cachorros ya que suelen ser territoriales.

## Salud
Existen casos documentados de ejemplares pertenecientes al registro inicial que sufren de displasia de cadera. Dada la característica hereditaria de esta enfermedad, se debe tener especial precaución en investigar el historial clínico de los padres y abuelos de las camadas y evitar la reproducción con fines de crianza de ejemplares con antecedentes de la enfermedad

## Temperamento
Por su carácter el Schnauterrier se presenta como una raza vivaz, inteligente, simpática y valiente, aunque por su instinto de caza y por su tamaño, hay que ser responsable con su educación, al igual que con la mayoría de razas. Si bien su relación con otras razas es correcta, con aquellas que sean mayores que él suelen mostrarse algo peleones, pero suelen tener un comportamiento amistoso y juguetón tanto con otros perros como con las personas.